# Marian Szajna
Marian Anastazy Szajna (ur. 17 sierpnia 1873 w Monastercu, zm. 8 stycznia 1936 w Sanoku) – polski nauczyciel, działacz sokoli i społeczny.

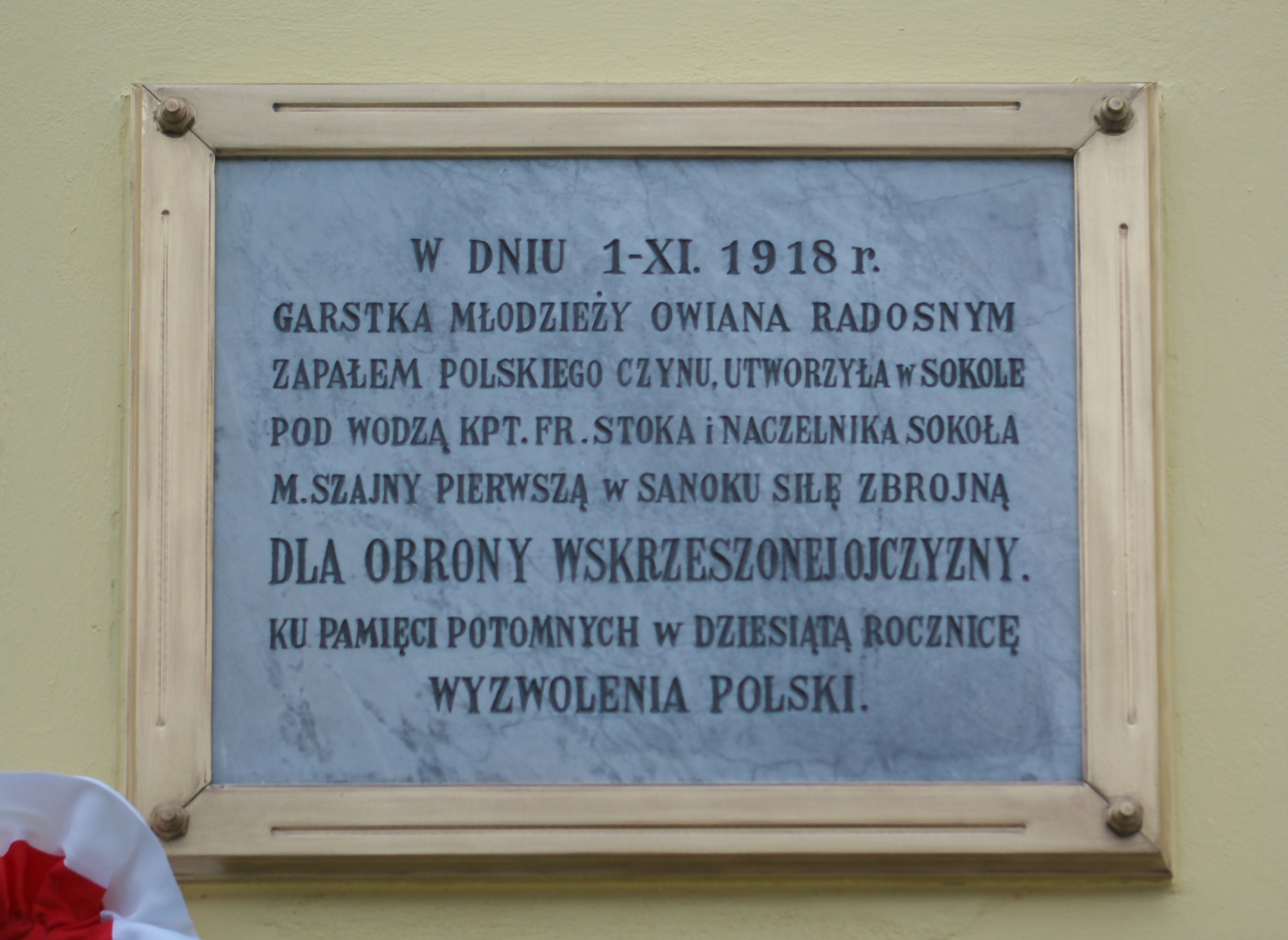
Tablica upamiętniająca na gmachu sanockiego „Sokoła”

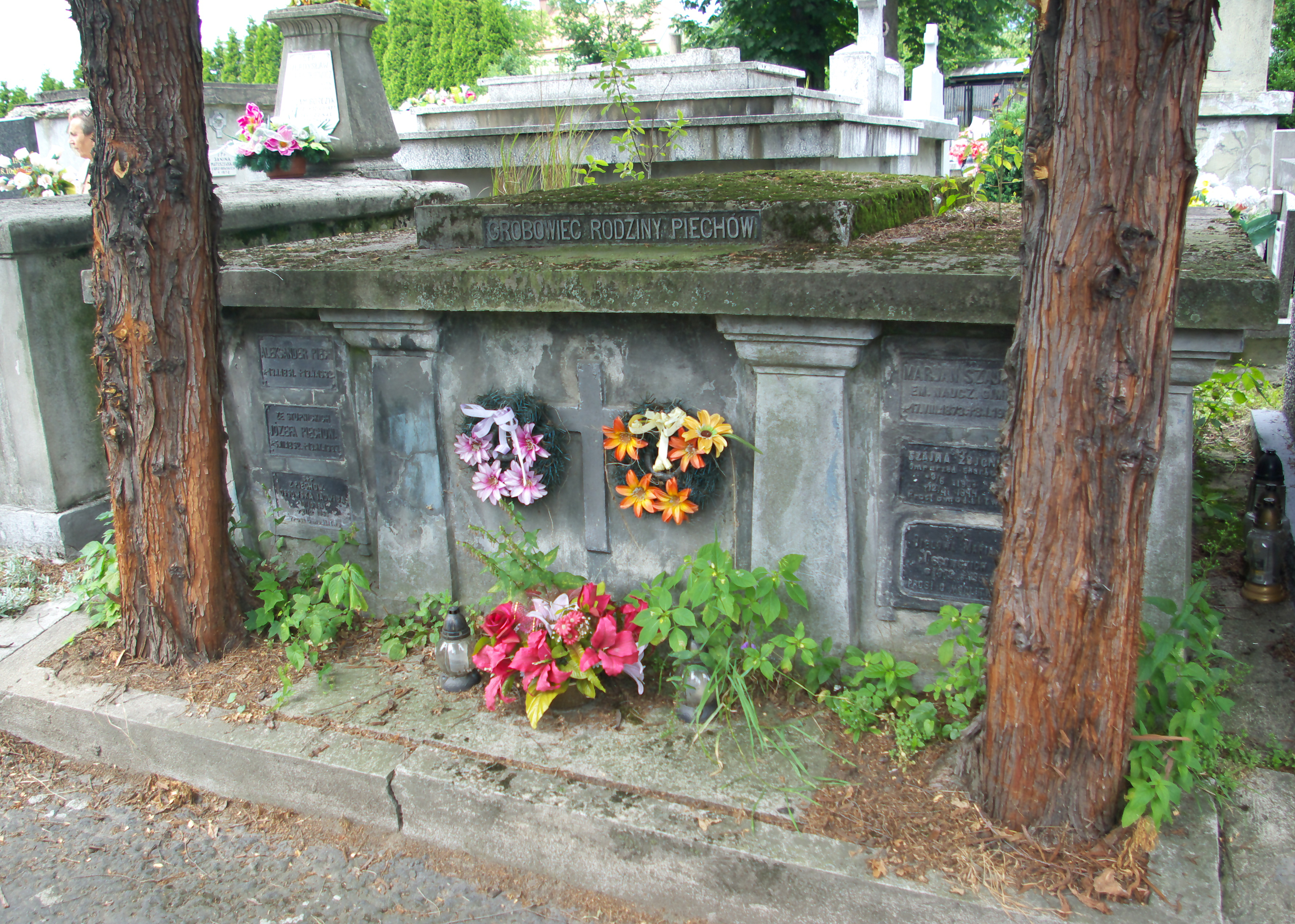
Grobowiec rodzin Piech i Szajna

## Życiorys
Marian Anastazy Szajna urodził się 17 sierpnia 1873 w Monastercu. Był synem Michała i Marii z domu Zawadzkiej.
Kształcił się w niższym gimnazjum. Wykształcenie zawodowe uzyskał po ukończeniu C. K. Seminarium Nauczycielskiego w Rzeszowie, gdzie zdał maturę 19 sierpnia 1891. 31 sierpnia 1899 zdał egzamin na nauczyciela gimnastyki w szkołach średnich, a 23 lutego 1900 otrzymał patent nauczycielski. Jako tymczasowy nauczyciel pracował kolejno od 31 sierpnia 1891 w 4-klasowej szkole w Dobromilu – następnie nieopodal swojej rodzinnej wsi – od 16 sierpnia 1892 w 1-klasowej szkole w Siemuszowej, od 29 lipca 1894 w 1-klasowej szkole w Rakowej (ponadto także w Lesku). Później został przeniesiony do Sanoka, gdzie od 12 października 1896 pracował jako tymczasowy nauczyciel gimnastyki w sześcioklasowej powszechnej szkole ludowej, po przekształceniu od około 1901 uczył trzyklasowej szkoły wydziałowej męskiej w Sanoku połączonej z czteroklasową szkołą pospolitą, od około 1913 imieniem Cesarza Franciszka Józefa. 19 lipca 1901 mianowany stałym nauczycielem w szkole ludowej w Sanoku, potem połączonej ze szkołą wydziałową. Od roku szkolnego 1903/1904 uczył gimnastyki jako przedmiotu nadobowiązkowego w C. K. Gimnazjum w Sanoku (w tej szkole gimnastyki uczył także Roman Vetulani, zmarły w 1906), także podczas I wojny światowej do roku szkolnego 1917/1918 (z wyjątkiem roku szkolnego 1916/1917, gdy nie widniał w składzie grona nauczycielskiego), później po odzyskaniu przez Polskę niepodległości w latach 20. II Rzeczypospolitej w przemianowanym Państwowym Gimnazjum im. Królowej Zofii jako nauczyciel przydzielony ze Szkoły Męskiej nr 2 im. Króla Władysława Jagiełły w Sanoku od 1 stycznia 1923 uczył nadal gimnastyki, gier i zabaw ruchowych. Wśród uczniów sanockiego gimnazjum zyskał przydomki „Stary Pit” lub „Pitach”. Prowadził też zajęcia gimnastyki dla dzieci w ramach sanockiego koła Towarzystwa Szkoły Ludowej. Uczył również ćwiczeń cielesnych Seminarium Nauczycielskiego Żeńskiego w Sanoku (szkoła działała w budynku późniejszego II Liceum Ogólnokształcącego im. Marii Skłodowskiej-Curie w Sanoku). Ponadto w godzinach pozaszkolnych (popołudniowych) pracował jako sklepowy w sklepie „Konsum” (zaopatrującego nauczycieli w towary żywnościowe po niższych cenach), powołanym przez prezesa sanockiego „Ogniska” Związku Nauczycielstwa Polskiego, Michała Śliwińskiego. W zawodzie nauczycielskim pracował niespełna 40 lat. Rozporządzeniem Kuratorium Okręgu Szkolnego Lwowskiego z 29 września 1929 jako nauczyciel gimnazjalny otrzymał urlop płatny całoroczny dla poratowania zdrowia. Dekretem Ministra Wyznań Religijnych i Oświecenia Publicznego z listopada 1930 ze stanowiska nauczyciela gimnazjum w Sanoku został przeniesiony w stan spoczynku.
Był wieloletnim członkiem i działaczem sanockiego gniazda Polskiego Towarzystwa Gimnastycznego „Sokół” od końca XIX wieku; członek komisji pływalnianej; prowadził zajęcia z ćwiczeń w sanockim gnieździe zarówno w okresie zaboru (prócz niego także Władysław Sygnarski), jak i w latach 20. niepodległej Polski (wówczas także m.in. Franciszek Moszoro), członek zarządu (wybrany 15 marca 1902), członek wydziału (do 1904, wybrany 20 marca 1907), długoletni naczelnik i gospodarz gniazda (od 1904, wybierany 1 kwietnia 1909, 24 marca 1911, 7 kwietnia 1913, 1914, 6 lutego 1920), delegat gniazda do Związku i okręgu (wybierany 1909, 1911, 1913, 1920), wiceprezes gniazda (1927; wzgl. zastępca przewodniczącego zarządu 1932), przewodniczący Wydziału Wychowania Fizycznego, Wydziału Gospodarczego, Wydziału Przedsiębiorstw (lata 30.), naczelnik powołanego w 1921 okręgu II sanockiego Dzielnicy Małopolskiej TG „Sokół”. Działał przy budowie siedziby sanockiego gniazda. W tym gmachu prowadził zajęcia gimnastyczne dla sanockich członków „Sokoła”. Odbył wiele kursów w zakresie wiedzy gimnastycznej, m.in. w Czechach. 30 października 1904 był jednym z dwóch reprezentantów Sanoka na uroczystości odsłonięcia Kolumny Adama Mickiewicza we Lwowie. Łącznie przepracował 43 lata w działalności sokolej.
W 1912 został organizatorem i komendantem Stałej Drużyny Sokolej (SDS). Po wybuchu I wojny światowej został powołany do szeregów c. i k. armii w pierwszych dniach mobilizacji. U kresu wojny, wraz z kpt. Franciszkiem Stokiem był organizatorem polskiej siły zbrojnej, a dowodzone przez nich pierwsze patrole polskie rankiem 1 listopada 1918 wyruszyły z gmachu sanockiego „Sokoła” na ulice miasta. Tego samego dnia, wraz kpt. Stokiem, kpt. Antonim Kurką, prezesem sanockiego „Sokoła” Adamem Pytlem i burmistrzem Pawłem Biedką podjął rozmowy z komendantem wojskowej załogi c. i k. w Sanoku płk. Iwanem Maksymowiczem i mimo jego oporu dokonano rozbrojenia stacjonującego wówczas w miejscowych koszarach – pochodzącego z ziemi czeskiej – 54 Pułku Piechoty, po czym ok. 1000 żołnierzy jednostki (ok. 600 narodowości czeskiej i 300 narodowości niemieckiej) opuściło miasto.
Działał aktywnie społecznie. Organizował ochotniczą straż pożarną w Sanoku i przez kilka lat był jej prezesem. Organizował harcerstwo w Sanoku; był opiekunem sanockiego hufca, podczas gdy komendantem był Ludwik Bar od 1924. Jako delegat sanockiego „Sokoła” został członkiem wydziału (zarządu) zawiązanego 22 maja 1919 Koła Przyjaciół Harcerstwa w Sanoku. W 1910 został wybrany członkiem rady nadzorczej Towarzystwa Kredytowego Urzędników i Sług Państwowych w Sanoku. Był wieloletnim myśliwym, traktując łowiectwo w sensie sportowym i znaczeniu racjonalnym, powołał do życia Towarzystwo Łowieckie w powiecie sanockim i był jego prezesem. W okresie II Rzeczypospolitej pełnił funkcję zastępcy komendanta Komendy Małopolskiej Straży Obywatelskiej (komendantem był inż. Władysław Piotrowski). W 1929 był jednym z założycieli sanockiego koła Polskiego Towarzystwa Tatrzańskiego. W 1930 został członkiem dyrekcji Kasy Zaliczkowej w Sanoku. Był członkiem wspierającym Katolicki Związek Młodzieży Rękodzielniczej i Przemysłowej w Sanoku.
Otrzymał Medal Pamiątkowy Stowarzyszenia Weteranów Armii Polskiej w Ameryce „W dziesiątą rocznicę”, uzyskał Państwową Odznakę Sportową.
Od 6 lipca 1907 jego żoną była Aleksandra (ur. 1884, nauczycielka szkolna w Sanoku, córka sanockiego rzemieślnika Aleksandra Piecha, siostra Kazimierza i Tadeusza, także należąca do sanockiego „Sokoła”), a świadkami na ich ślubie byli Antoni Stupnicki i Władysław Prus Ossowski. Mieli synów Zbigniewa Stanisława (ur. 1908-1944, urzędnik skarbowy) i Adama Mariana (ur. 1910, profesor gimnazjalny). Wraz z rodziną zamieszkiwał w Sanoku przy ulicy Grunwaldzkiej pod numerem konskrypcyjnym 235a.

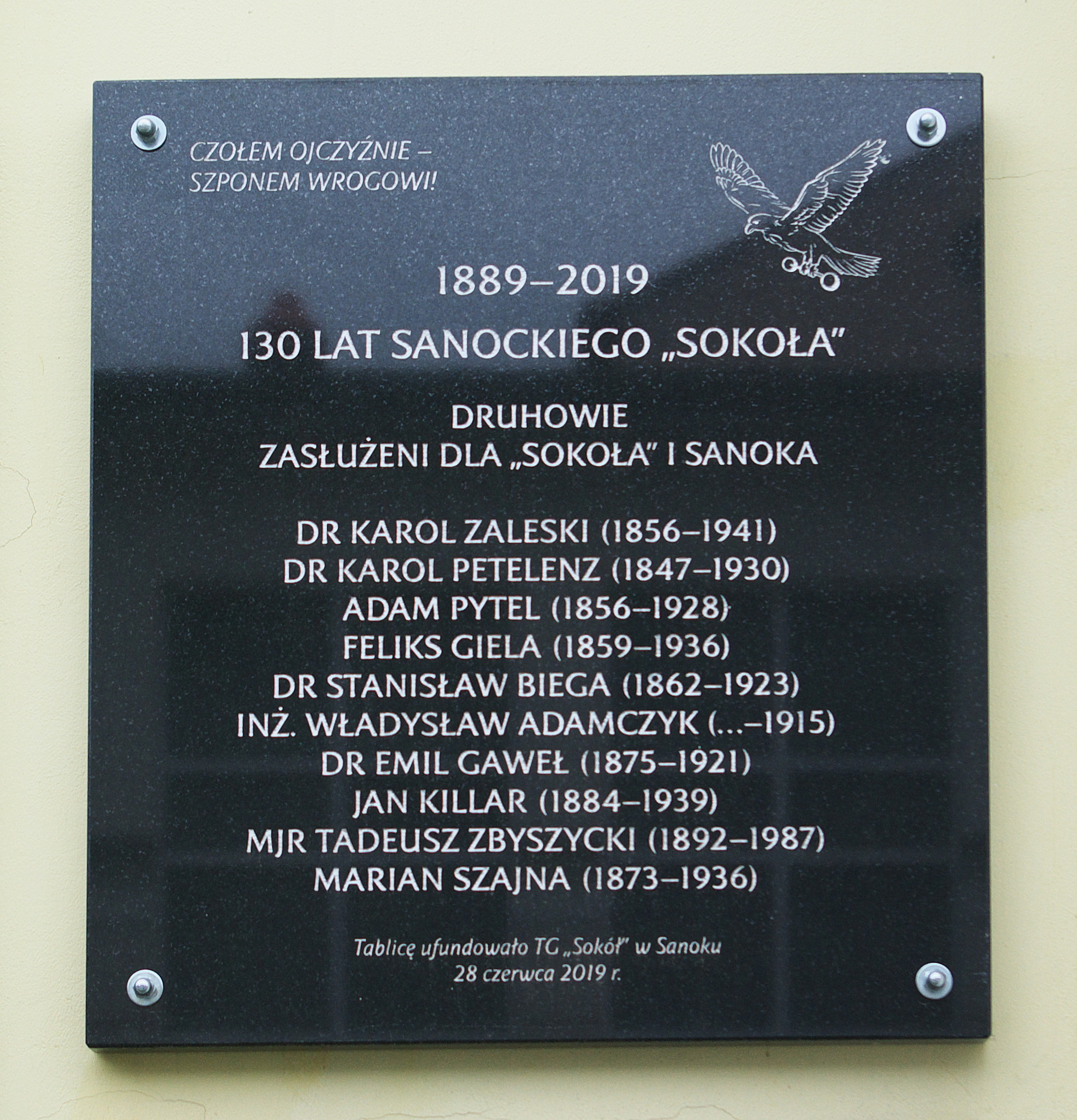
Tablica upamiętniająca działaczy sokolich w Sanoku

Marian Szajna zmarł 8 stycznia 1936. Po uroczystym pogrzebie został pochowany w grobowcu rodzinnym Piechów na cmentarzu przy ul. Rymanowskiej w Sanoku.

## Upamiętnienie
Osoba Mariana Szajny, jeszcze za jego życia, została upamiętniona na tablicy ustanowionej przez Komitet Obywatelski i odsłoniętej 1 listopada 1928 na frontowej elewacji gmachu „Sokoła” w Sanoku, dla upamiętnienia 10. rocznicy odzyskania niepodległości i wymarszu pierwszych polskich patroli z sanockiego Sokoła w dniu 1 listopada 1918. W czasie II wojny światowej została zdjęta, ukryta i przechowywana przez majstra budowlanego Emila Rudaka, po 1944 przekazana Muzeum Historycznemu w Sanoku. Ponownie odsłonięta 10 listopada 1988 roku w 70. rocznicę odzyskania niepodległości i ówczesnych wydarzeń w Sanoku. Inskrypcja brzmi: „W dniu 1-XI. 1918 r. garstka młodzieży owiana radosnym zapałem polskiego czynu utworzyła w Sokole pod wodzą kpt. Fr. Stoka i naczelnika Sokoła M. Szajny pierwszą w Sanoku siłę zbrojną dla obrony wskrzeszonej Ojczyzny. Ku pamięci potomnych w dziesiątą rocznicę wyzwolenia Polski”.
Podczas uroczystości 130-lecia gniazda TG „Sokół” w Sanoku 29 czerwca 2019 na gmachu tegoż została odsłonięta tablica upamiętniająca 10 działaczy zasłużonych dla organizacji sokolej i Sanoka, w tym Mariana Szajnę.